# Чумак, Аллан Владимирович
Алла́н Влади́мирович Чума́к (26 мая 1935, Москва, СССР — 9 октября 2017, Москва, Россия) — советский и российский телевизионный деятель, называвший себя целителем и экстрасенсом, автор нескольких книг. Президент регионального общественного Фонда содействия исследованиям социальных и аномальных явлений.

## Биография
Родился 26 мая 1935 года в Москве. Получил журналистское и спортивное образование (факультет журналистики МГУ, ГЦОЛИФК), с 1965 года работал на телевидении — сначала спортивным комментатором. Также работал редактором в Главной редакции телеинформации АПН. В конце 1970-х годов во время подготовки разоблачительных статей по, как он считал, шарлатанам-целителям почувствовал в самом себе некие способности, насыщенность некой энергией.
С 1983 года работал в НИИ общей и педагогической психологии АПН СССР.
В конце 1980-х — начале 1990-х годов стал одним из самых известных «целителей» в России благодаря телевизионным сеансам, транслировавшимся на территорию всего СССР / России. Во время телевизионных сеансов «заряжал» с помощью пассов руками различные субстанции: воду, кремы, мази и т. д., не только в студии, но и у телезрителей, не произнося при этом ни слова — делал пассы и шевелил губами. После принятия Минздравом России приказа, ограничивавшего нетрадиционные методы лечения, деятельность Чумака попала под запрет и на территории России была приостановлена. Тем не менее телесеансы Чумака продолжали выходить на МТК до 1995 года.
В 2000 году баллотировался в Самарской области на выборах в Государственную думу, однако проиграл, набрав чуть больше 3 % голосов избирателей.
Во время радиопередачи зимой 2008—2009 годов заявил, что особым способностям его обучали голоса, говорившие в голове, «работавшие дикторами посменно», он же вёл конспект лекций, которые ему диктовали. По ним он впоследствии и обучался. В своей первой книге «Тем, кто верит в чудо…» (2007) он посвятил этому факту несколько глав, из которых можно узнать, что «голоса Учителей», которые ему помогали, лишь учили его пользоваться своими способностями так, чтобы лечить людей и не наносить им при этом вреда, а также рассказывали о мироустройстве.

Могила на Донском кладбище

Умер в Москве 9 октября 2017 года на 83-м году жизни. Кремирован и похоронен рядом с родными на Донском кладбище (участок у колумбария 2А).

## Критика
Академик Э. П. Кругляков, председатель Комиссии РАН по борьбе с лженаукой и фальсификацией научных исследований, назвал «эффект Чумака» лженаучным. Он отметил, что серьёзными психотерапевтами не обнаружен хотя бы один случай реального исцеления тяжело больных людей, а также подчеркнул, что больные вредят себе, запуская болезнь, полагаясь на чудодейственные возможности целителей.

## Личная жизнь
- Отец — Владимир Андреевич Чумак (1905—1964). Мать —Людмила Иосифовна Чумак (1908—1982).
- Брат — Роберт Владимирович Чумак (1927—1984), актёр Центрального Детского театра, дубляжа; был женат на эстрадной певице Алле Иошпе[14].
- Брат — Вальтер Владимирович Чумак (1937—2017), предприниматель[14].
- Первая жена — ?[14].
  - Дочь — Елена Аллановна Солдатова (род. 1967).
- Вторая жена — Людмила Фёдоровна Чумак[15].
  - Сын — Дмитрий (род. 1984), предприниматель[14].

## Книги
- Тем, кто верит в чудо. — М.: ЭКСМО, 2007. — 256 с. — ISBN 978-5-699-25981-6.
- Книга-экстрасенс. Практические приёмы по исцелению себя и своих близких. — М.: ЭКСМО, 2008. — 256 с. — ISBN 978-5-699-29185-4.
- Исцеляющая сила внутри вас. — М.: ЭКСМО, 2009. — 272 с. — ISBN 978-5-699-36644-6.

## В культуре
А. Чумак упоминается в песне Петра Подгородецкого и Андрея Макаревича «Когда я был большим», входящей в альбом «Внештатный командир Земли» группы «Машина времени»:
Когда я был большим,
Я проглотил аршин,
Меня смотрел Чумак, но ничего не решил.
И я потом сто лет подряд не проходил в ворота.